# Гафурийский сельсовет
Гафурийский сельсовет — сельское поселение в Буздякском районе Башкортостана Российской Федерации.

## История
Статус и границы сельского поселения установлены Законом Республики Башкортостан от 17 декабря 2004 года № 126-з «О границах, статусе и административных центрах муниципальных образований в Республике Башкортостан».
Закон Республики Башкортостан от 19 ноября 2008 г. N 49-З «Об изменениях в административно-территориальном устройстве Республики Башкортостан в связи с объединением отдельных сельсоветов и передачей населенных пунктов» гласит: «объединить Гафурийский и Ташлыкульский сельсоветы с сохранением наименования „Гафурийский“ с административным центром в селе Гафури. Включить села Никольское, Ташлыкуль, деревни Владимировка, Вознесенка Ташлыкульского сельсовета в состав Гафурийского сельсовета».

## Население
| 2002  | 2009  | 2010  | 2012  | 2013  | 2014  | 2015  |
| ----- | ----- | ----- | ----- | ----- | ----- | ----- |
| 2562  | ↗2626 | ↘2378 | ↘2351 | ↘2277 | ↘2235 | ↘2196 |
| 2016  | 2017  |       |       |       |       |       |
| ↘2132 | ↘2060 |       |       |       |       |       |

## Состав сельского поселения
| №  | Населённый пункт | Тип населённого пункта       | Население |
| -- | ---------------- | ---------------------------- | --------- |
| 1  | Гафури           | село, административный центр | ↘609      |
| 2  | Ташлыкуль        | село                         | ↘318      |
| 3  | Комсомол         | село                         | ↘316      |
| 4  | Михайловка       | село                         | ↘296      |
| 5  | Никольское       | село                         | ↘270      |
| 6  | Рассвет          | село                         | ↘265      |
| 7  | Вознесенка       | деревня                      | ↘181      |
| 8  | Новокилимово     | деревня                      | ↗88       |
| 9  | Сыртланово       | деревня                      | ↘35       |
| 10 | Владимировка     | деревня                      | →0        |

### Упразднённые населённые пункты
Законом Республики Башкортостан от 23.05.2016 № 373-з упразднен посёлок Центрального отделения Буздякского совхоза.